# 當戶
當戶，本意是对着门户，主持家务，本户，以物作押向典当机构借贷的客户。當戶作為官職，匈奴及西域诸国均設当户官職。
冒顿单于时始设置，为匈奴自左贤王右贤王之下分二十四長（萬騎长），下所设中下级带兵官，无固定地位，按部众多少确定权力大小及次第高下。當戶与日逐、且渠等诸官号各以权力优劣、部众多寡为高下次第。公元前123年，票姚校尉霍去病，斩首虞二千余级，得相国、当户。有大当户与当户之分。大当户为高官，大当户有左大當戶、右大當戶之分，多由名门望族兰氏充任。当户与都尉、且渠等为诸王、大臣官属。